# Lincoln (Kalifornija)
Lincoln je grad u američkoj saveznoj državi Kalifornija. Prema popisu stanovništva iz 2010. u njemu je živjelo 42.819 stanovnika.